# Jarosław Bartnowski
Jarosław Bartnowski (ur. 26 listopada 1963 w Białymstoku) – polski piłkarz występujący na pozycji obrońcy. Wychowanek Jagiellonii Białystok.